# Pape Mamadou Diouf
Pour les articles homonymes, voir Pape Diouf et Diouf.
Pape Mamadou Diouf est un footballeur sénégalais né le 31 décembre 1982. Il est gardien de but.
Il possède 3 sélections en équipe du Sénégal, acquises entre 2004 et 2006.

Joueur emblématique de l’us saint vit, avec une montée historique en National 3.

## Carrière
- 2003-2007 : ASC Jeanne d'Arc ( Sénégal)
- 2007 : FC Montceau Bourgogne ( France)
- 2008 : Sporting Toulon Var ( France)
- 2008- : ASC Jeanne d'Arc ( Sénégal)